# Diamonds and Pearls (chanson)
Singles de Prince & New Power Generation
Insatiable
(1991) Money Don't Matter 2 Night
(1992)
Diamonds and Pearls est une chanson de Prince & New Power Generation issue de l'album  du même nom. Le single a atteint la première place au Hot R&B/Hip-Hop Songs et la troisième place au Billboard Hot 100.